# Canton de Lens
Le canton de Lens est une circonscription électorale française du département du Pas-de-Calais.

## Histoire
Le canton de Lens est divisé en deux cantons : le canton de Lens-Est et le canton de Lens-Ouest, par la loi du 18 février 1904.
Un nouveau découpage territorial du Pas-de-Calais entre en vigueur à l'occasion des premières élections départementales suivant le décret du 24 février 2014. Les conseillers départementaux sont, à compter de ces élections, élus au scrutin majoritaire binominal mixte. Les électeurs de chaque canton élisent au Conseil départemental, nouvelle appellation du Conseil général, deux membres de sexe différent, qui se présentent en binôme de candidats. Les conseillers départementaux sont élus pour 6 ans au scrutin binominal majoritaire à deux tours, l'accès au second tour nécessitant 12,5 % des inscrits au 1er tour. En outre la totalité des conseillers départementaux est renouvelée. Ce nouveau mode de scrutin nécessite un redécoupage des cantons dont le nombre est divisé par deux avec arrondi à l'unité impaire supérieure si ce nombre n'est pas entier impair, assorti de conditions de seuils minimaux. Dans le Pas-de-Calais, le nombre de cantons passe ainsi de 77 à 39. Le canton de Lens est recréé par ce décret.
Il est formé de trois communes, deux issues des anciens cantons de Lens-Nord-Est (2 communes) et de la commune de Lens. Il est entièrement inclus dans l'arrondissement de Lens. Le bureau centralisateur est situé à Lens.

## Représentation

### Conseillers d'arrondissement de 1833 à 1904
Le canton de Lens appartenait à l'arrondissement de Béthune.
Il avait deux conseillers d'arrondissement de 1880 à 1904.
| Période                                  | Période      | Identité                                          | Étiquette   | Qualité                                                            |
| ---------------------------------------- | ------------ | ------------------------------------------------- | ----------- | ------------------------------------------------------------------ |
| 1833                                     | 1852         | Désiré François Guislain Decrombecque (1797-1870) |             | Agronome défricheur, maître de poste, conseiller municipal de Lens |
|                                          |              |                                                   |             |                                                                    |
|                                          | 1886         | Paul Brasme                                       | Républicain | Agriculteur à Bully-Grenay                                         |
|                                          | 1886         | Louis Hache                                       | Républicain | Maire de Loison-sous-Lens                                          |
| 1886                                     | 1887 (décès) | Guillaume Théry (1846-1887)                       |             | Industriel, maire de Vendin-le-Vieil                               |
| 1887                                     | 1904         | Arthur Hugot                                      | Républicain | Agriculteur, fabricant de sucre à Lens                             |
| 1887                                     |              | Omer Gosselin                                     |             | Docteur en médecine à Lens                                         |
|                                          |              |                                                   |             |                                                                    |
| 1898                                     | 1904         | Edouard Defernez                                  | Républicain | Ingénieur civil, maire de Liévin                                   |
| Les données manquantes sont à compléter. |              |                                                   |             |                                                                    |

### Conseillers généraux de 1833 à 1904
| Période | Période      | Identité                           | Étiquette                   | Qualité |
| ------- | ------------ | ---------------------------------- | --------------------------- | --- |
| 1833    | 1836         | Ange Joseph Buissart (1795-?)      |                             | Maire d'Aix-Noulette                                                                                              |
| 1836    | 1867         | Émile Blondel d'Aubers (1791-1877) |                             | Maître des requêtes au Conseil d'État Ancien Préfet, propriétaire, maire de Vendin-le-Vieil (1852-1865)           |
| 1867    | 1877 (décès) | François Brasme (1820-1877)        | Républicain                 | Dirigeant d'une exploitation agricole et d'une fabrique de sucre à Bully Maire de Bully-Grenay Député (1876-1877) |
| 1877    | 1900 (décès) | Louis Deprez                       | Républicain (Centre gauche) | Notaire Député (1881-1885 et 1889-1891) Sénateur (1891-1900) Maire de Harnes                                      |
| 1900    | 1904         | Émile Basly                        | Radical puis Socialiste     | Ouvrier mineur Maire de Lens Député (1885-1889, 1891-1928) Elu en 1904 dans le Canton de Lens-Est                 |

### Conseillers départementaux depuis 2015

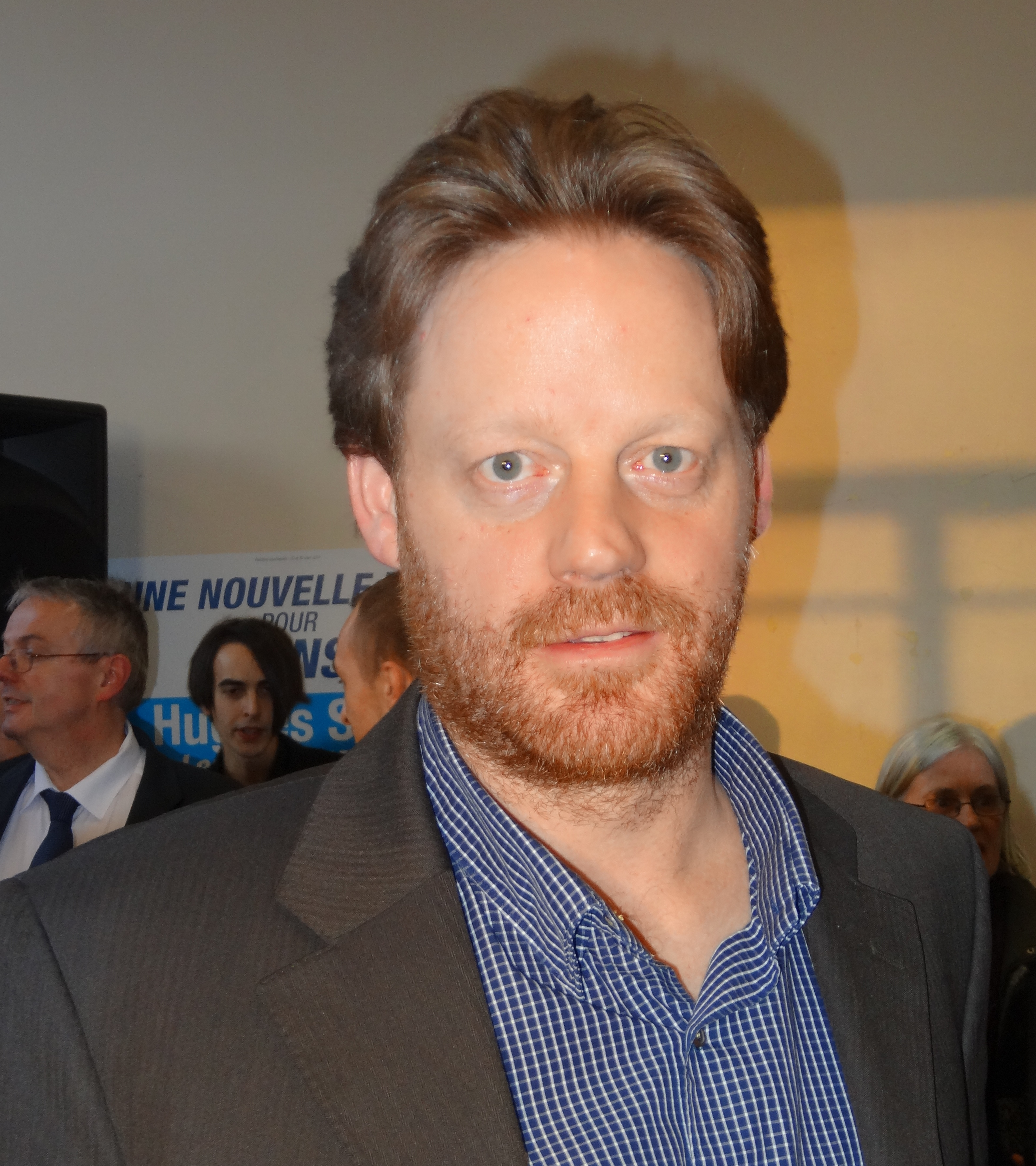
Hugues Sion, élu dans le canton de Lens avec Ariane Blomme.

| Période élective | Période élective | Mandat | Mandat   | Identité              | Nuance | Nuance | Qualité                                        |
| ---------------- | ---------------- | ------ | -------- | --------------------- | ------ | ------ | ---------------------------------------------- |
| 2015             | 2021             | 2015   | 2021     | Ariane Blomme         |        | EXD    | Conseillère municipale de Lens                 |
| 2015             | 2021             | 2015   | 2021     | Hugues Sion           |        | EXD    | Commerçant Conseiller municipal de Lens        |
| 2021             | 2028             | 2021   | en cours | Fatima Ait Chikhebbih |        | PS     | Gestionnaire à l'IUT Adjointe au maire de Lens |
| 2021             | 2028             | 2021   | en cours | Daniel Kruszka        |        | PS     | Ancien cadre Maire de Loison-sous-Lens         |

### Résultats détaillés

#### Élections de mars 2015
À l'issue du 1er tour des élections départementales de 2015, deux binômes sont en ballottage : Ariane Blomme et Hugues Sion (FN, 42,92 %) et Bruno Cavaco et Marie-Paule Ledent (PS, 26,48 %). Le taux de participation est de 44,12 % (13 404 votants sur 30 378 inscrits) contre 51,81 % au niveau départemental et 50,17 % au niveau national.
Au second tour, Ariane Blomme et Hugues Sion (FN) sont élus avec 50,53 % des suffrages exprimés et un taux de participation de 44,9 % (6 298 voix pour 13 639 votants et 30 378 inscrits).
Ariane Blomme et Hugues Sion sont élus non-inscrits. Ils n'ont pas accordé leurs parrainages à Marine Le Pen.

#### Élections de juin 2021
Le premier tour des élections départementales de 2021 est marqué par un très faible taux de participation (33,26 % au niveau national). Dans le canton de Lens, ce taux de participation est de 28,68 % (8 451 votants sur 29 464 inscrits) contre 35,19 % au niveau départemental. À l'issue de ce premier tour, deux binômes sont en ballottage : Fatima Ait Chikhebbih et Daniel Kruszka (PS, 37,63 %) et Bruno Clavet et Frédérique Lauwers (RN, 37,08 %).
Le second tour des élections est marqué une nouvelle fois par une abstention massive équivalente au premier tour. Les taux de participation sont de 34,36 % au niveau national, 34,96 % dans le département et 28,71 % dans le canton de Lens. Fatima Ait Chikhebbih et Daniel Kruszka (PS) sont élus avec 57,7 % des suffrages exprimés (4 584 voix pour 8 460 votants et 29 469 inscrits),,.

## Composition

### Composition depuis 2015
Le canton de Lens comprend désormais trois communes entières.
| Nom                          | Code Insee | Intercommunalité  | Superficie (km2) | Population (dernière pop. légale) | Densité (hab./km2) | Modifier                                    |
| ---------------------------- | ---------- | ----------------- | ---------------- | --------------------------------- | ------------------ | ------------------------------------------- |
| Lens (bureau centralisateur) | 62498      | CA de Lens-Liévin | 11,70            | 32 697 (2022)                     | 2 795              | modifier les données · modifier les données |
| Annay                        | 62033      | CA de Lens-Liévin | 4,33             | 4 544 (2022)                      | 1 049              | modifier les données · modifier les données |
| Loison-sous-Lens             | 62523      | CA de Lens-Liévin | 3,55             | 5 202 (2022)                      | 1 465              | modifier les données · modifier les données |
| Canton de Lens               | 6229       |                   | 19,58            | 42 443 (2022)                     | 2 168              | modifier les données                        |

## Démographie
En 2022, le canton comptait 42 443 habitants, en évolution de +5,05 % par rapport à 2016 (Pas-de-Calais : −0,72 %, France hors Mayotte : +2,11 %).
| 2013   | 2018   | 2022   |
| ------ | ------ | ------ |
| 41 070 | 41 362 | 42 443 |